# لا منزل
لا منزل (بالكورية: 집이 없어؛ الرومنة المنقحة: Jib-i eobs-eo) هي مانهوا كورية جنوبية صدرت كويبتون كتبها ورسمها وانان. تم نشرها عبر منصة الويبتون التابعة لشركة نافير، نافير ويبتون، بدءًا من ديسمبر 2018، حيث تم جمع الفصول الفردية. تم الإعلان عن أقتباس لسلسلة أنمي كورية جنوبية من إنتاج إستوديو ليكو، ومن المقرر عرضها على لافتل في عام 2024.

## وسائل الإعلام

### مانهوا
أطلق وانان لا منزل على منصة ويبتون نافير في 31 ديسمبر 2018، وهي حالياً سلسلة مكتملة تتكون من 269 فصلاً.

## الاستقبال
فاز الويب تون بجائزة الرئاسة ووكالة ترويج الفيديو والمانغا الكورية في فئة الرسوم الكرتونية في جوائز محتويات كوريا 2022 ومعرض نقاد الرسوم الكوميدية الكورية 2023، ونال ثناءً كعمل ضخم ترك بصمة مميزة.

## روابط خارجية
- الموقع الرسمي على نافير ويبتون باللغة الكورية